# Chemistry (álbum)
Chemistry es el tercer álbum de estudio  del grupo pop británico, Girls Aloud.  Fue lanzado en  Reino Unido el 5 de diciembre de 2005 por Polydor Records. Por el éxito que obtuvo What Will the Neighbours Say?, Girls Aloud siguió trabajando exclusivamente con Brian Higgins y su equipo de producción Xenomania. Chemistry es un disco conceptual, que mezcla el estilo de vida de una celebridad con los pensamientos de cualquier chica británica que veinte años pueda sentir. El disco se destacó por remarcar el estilo particular de Girls Aloud al no seguir la estructura básica de la música pop, transformando esto cada vez más en el sello personal de la banda.
Chemistry muy bien residido por la crítica, el álbum es el que peor posicionamiento ha tenido hasta la fecha en las listas británicas, logrando el puesto 11, aun así el álbum produjo cuatro sencillos en la lista de los diez primeros británica y uno en Irlanda. Además fue certificado platino en los dos países, el álbum es el primero en tener una edición Australiana. Parte de la promoción del álbum fue un tour llamado  Chemistry Tour el cual paso por las principales arenas de Reino Unido. Según The Official UK Charts Company, hasta que la agrupación se disolvió en marzo de 2013, Chemistry vendió 390 000 copias en el Reino Unido.

## Antecedentes y concepción
Luego del gran éxito del segundo Álbum de Girls Aloud, What Will the Neighbours Say? en las listas Británicas e Irlandesas, el equipo de la banda decidió que Brian Higgins y su equipo de producción Xenomania, continuara en la producción del tercer álbum, con excepción del cover de See the Day, "Chemistry" se grabó después de su primer tour What Will the Neighbours Say? Live. Parte del proceso de grabación fue mostrado en el documental llamado "Girls Aloud: Home Truths".

## Listado de canciones
- Edición Británica

| Standard Edition: Polydor / 9875390 (UK) |                                             |                                                                                 |          |  |
| N.º                                      | Título                                      | Escritor(es)                                                                    | Duración |  |
| 1.                                       | «Intro»                                     | Xenomania                                                                       | 0:42     |  |
| 2.                                       | «Models»                                    | Miranda Cooper, Brian Higgins, Tim Powell, Nick Coler, Lisa Cowling, Myra Boyle | 3:28     |  |
| 3.                                       | «Biology»                                   | Cooper, Higgins, Powell, Cowling, Giselle Sommerville                           | 3:35     |  |
| 4.                                       | «Wild Horses»                               | Cooper, Higgins, Coler, Cowling, Boyle, Shawn Lee                               | 3:23     |  |
| 5.                                       | «See the Day»                               | Dee C. Lee                                                                      | 4:04     |  |
| 6.                                       | «Watch Me Go»                               | Cooper, Higgins, Powell, Cowling, S. Lee, JC Chasez                             | 4:05     |  |
| 7.                                       | «Waiting»                                   | Cooper, Higgins, Cowling, S. Lee, Paul Woods, Tim "Rolf" Larcombe               | 4:13     |  |
| 8.                                       | «Whole Lotta History»                       | Cooper, Higgins, Cowling, Sommervile, Larcombe, Xenomania                       | 3:47     |  |
| 9.                                       | «Long Hot Summer»                           | Cooper, Higgins, Sommerville, Boyle, S. Lee, Larcombe                           | 3:52     |  |
| 10.                                      | «Swinging London Town»                      | Cooper, Higgins, Powell, Matt Gray                                              | 4:02     |  |
| 11.                                      | «It's Magic (Nicola Solo)»                  | Girls Aloud, Cooper, Higgins, Powell                                            | 3:22     |  |
| 12.                                      | «No Regrets (Nadine Solo) [UK Bonus Track]» | Cooper, Higgins, Gray                                                           | 3:21     |  |
| 13.                                      | «Racy Lacey [UK Bonus Track]»               | Cooper, Higgins, Gray                                                           | 3:06     |  |

- Edición Australiana

| Australia & New Zealand Edition: Polydor |                        |                                                           |          |  |
| N.º                                      | Título                 | Escritor(es)                                              | Duración |  |
| 1.                                       | «Intro»                | Xenomania                                                 | 0:42     |  |
| 2.                                       | «Models»               | Cooper, Higgins, Powell, Coler, Cowling, Boyle            | 3:28     |  |
| 3.                                       | «Biology»              | Cooper, Higgins, Powell, Cowling, Sommerville             | 3:35     |  |
| 4.                                       | «Wild Horses»          | Cooper, Higgins, Coler, Cowling, Boyle, S. Lee            | 3:23     |  |
| 5.                                       | «See the Day»          | Dee C. Lee                                                | 4:04     |  |
| 6.                                       | «The Show»             | Cooper, Higgins, Powell, Cowling, Jon Shave, Xenomania    | 3:36     |  |
| 7.                                       | «Watch Me Go»          | Cooper, Higgins, Powell, Cowling, S. Lee, Chasez          | 4:05     |  |
| 8.                                       | «Waiting»              | Cooper, Higgins, Cowling, S. Lee, Woods, Larcombe         | 4:13     |  |
| 9.                                       | «Whole Lotta History»  | Cooper, Higgins, Cowling, Sommervile, Larcombe, Xenomania | 3:47     |  |
| 10.                                      | «Long Hot Summer»      | Cooper, Higgins, Sommerville, Boyle, S. Lee, Larcombe     | 3:52     |  |
| 11.                                      | «Swinging London Town» | Cooper, Higgins, Powell, Gray                             | 4:02     |  |
| 12.                                      | «It's Magic»           | Girls Aloud, Cooper, Higgins, Powell                      | 3:22     |  |
| 13.                                      | «I'll Stand By You»    | Chrissie Hynde, Tom Kelly, Billy Steinberg                | 3:43     |  |

## Posicionamiento en listas
| Listas (2005)                   |           | Mejor posición | Certificación |
| ------------------------------- | --------- | -------------- | ------------- |
| UK Albums Chart                 | IFPI      | 11             | Platino       |
| European Albums Chart           | Billboard | 14             |               |
| Irish Albums Chart              | IRMA      | 31             | Platino       |
| ARIA Hitseekers Album Chart     | ARIA      | 12             |               |
| UK Albums Chart (2005 Year-End) | IFPI      | 74             |               |